# لشکر یکم زرهی (ورماخت)
لشکر یکم زرهی (به آلمانی: 1. Panzer-Division) یکی از لشکرهای زرهی نیروی زمینی آلمان در دوره رایش سوم بود که در جبهه‌های غربی و شرقی جنگ جهانی دوم به نبرد پرداخت.

## تشکیل و سازمان
لشکر یکم زرهی روز ۱۵ اکتبر سال ۱۹۳۵ از لشکر سوم سواره‌نظام در وایمار ایجاد گردید. در این هنگام بیشتر نیروهای لشکر از اهالی زاکسن و تورینگن بودند.

## تاریخچه عملیاتی

### اتریش و چکسلواکی

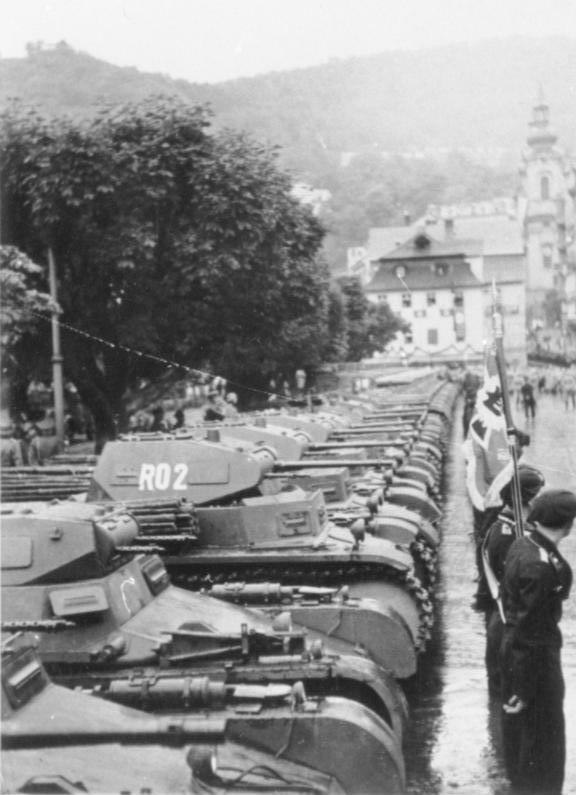
ستونی از تانک‌های لشکر یکم زرهی در حال سان دیده شدن توسط آدولف هیتلر، پیشوای آلمان، ۴ اکتبر ۱۹۳۸

لشکر یکم زرهی در تسلط رایش سوم بر اتریش و سودتنلند در سال ۱۹۳۸ و مابقی چکسلواکی در سال ۱۹۳۹ مشارکت داشت.

### لهستان
در جریان تهاجم به لهستان، لشکر یکم زرهی به فرماندهی سرلشکر رودولف اشمیت در بخش جنوبی جبهه پس از تصرف چنتستوخووا پیش از ظهر ۳ سپتامبر سال ۱۹۳۹، با گذر از رود وارتا، لشکر هفتم پیاده‌نظام لهستان را در للوو به محاصره انداخت. این نیروهای بی‌روحیه دشمن لهستانی به سرعت تسلیم شدند. روز بعد این لشکر در کنار لشکر چهارم زرهی، با شکستن کامل خط دفاعی ارتش ووچ با نیروهای ارتش پروسی لهستان که در پیوتکوو متمرکز شده بودند، به عنوان تنها مانع بر سر راه ورشو، پایتخت لهستان، درگیر شد. لشکر یکم زرهی تنها پس از ۸ روز آغاز عملیات خود را به ورشو رساند.

### فرانسه

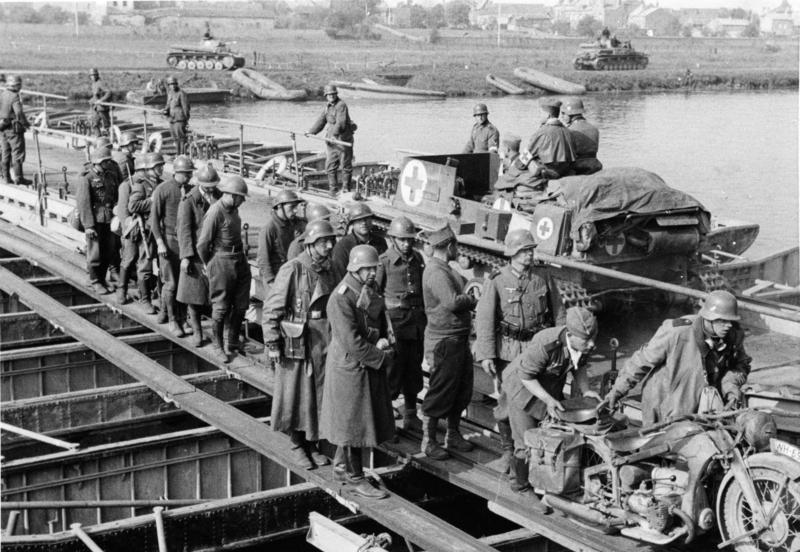
نیروهای لشکر یکم زرهی در حال گذر از پل شناور بر رود موز، نزدیکی سدان، ۱۴ مه ۱۹۴۰

لشکر یکم زرهی به فرماندهی به فرماندهی سرلشکر فریدریش کیرشنر به عنوان بخشی از سپاه ۱۹ هاینتس گودریان از گروه زرهی کلایست، در جریان نبرد فرانسه در جبهه غربی، با آغاز تهاجم از روز ۱۰ مه سال ۱۹۴۰، با مقاومت بسیار کمی در لوکزامبورگ مواجه گشتند. در ادامه، لشکر روز ۱۲ ماه مه با گذر از رود سموآ در شمال سدان، وارد خاک فرانسه شد. روز بعد به دستور سپهبد اوالت فن کلایست ساعت چهار بعد از ظهر، تهاجم این لشکر به عنوان تمرکز اصلی سپاه ۱۹، برای گذر از رود موز آغاز شد. ضمن حضور هنگ پیاده‌نظام گروس‌دویچلانت تحت امر آن، جهت تقویت هر چه بیشتر لشکر یکم زرهی، دو هنگ ۲ و ۱۰ توپخانه زرهی از دو لشکر دیگر به آن ملحق گشتند و بیشتر توپخانه سپاه نیز به پشتیبانی از آن تعلق آن یافت. ساعت ۶ بعد از ظهر مقاومت دشمن شکسته شد و لشکر یکم زرهی توانست از رود موز بگذرد. روز ۱۹ مه گودریان این لشکر را به سمت آمین برای برقراری یک گذرگاه در رودخانه سم در سریع‌ترین حالت ممکن، ارسال کرد. روز ۲۳ مه لشکر با قطع جاده کاله به دانکرک، مسیر عقب‌نشینی مدافعان کاله به سمت شمال را بست. راه بریتانیایی‌ها برای رساندن تدارکات به شدت مورد نیاز به دانکرک نیز توسط لشکر یکم زرهی سد شده بود. تلاش ناموفق بریتانیایی‌ها برای پس زدن لشکر درگیری سنگینی تا روز بعد در این ناحیه به پا کرد. حمله لشکر یکم زرهی در کنار لشکر دهم زرهی از سه جهت به بندر کاله از بعد ظهر روز ۲۴ مه آغاز شد. عناصری از این لشکر نیز شروع به حرکت به سمت دانکرک در شمال کردند. تا شب هنگام پیش‌قراولان لشکر یکم زرهی تنها ۲۰ کیلومتر با دانکرک فاصله داشتند. اگر به این لشکر اجازه داده می‌شد به این شهر که در این زمان تنها یک لشکر و یک تیپ فرانسوی از آن دفاع می‌کردند، یورش ببرد ممکن بود بتواند با تسخیر آن به عنوان آخرین سر ساحل متفقین در شمال فرانسه، صدها هزار نفر از نیروهای دشمن را کاملا به محاصره بیندازد. پس از اتمام کار در دانکرک، لشکر یکم زرهی رو به جنوب فرانسه آورد و در شکست مابقی قوای دشمن مشارکت نمود. در مجموع ۴۹۵ تن از نیروهای این لشکر در این عملیات کشته شدند.
پس از نبرد فرانسه هنگ ۱۱۳ پانتسرگرندیر به لشکر یکم ملحق گشت و هنگ ۲ زرهی این لشکر به لشکر شانزدهم زرهی که به‌تازگی تشکیل‌شده گشته بود، انتقال یافت. لشکر پاییز و زمستان سال ۴۱–۱۹۴۰ را در پروس شرقی گذراند و تا حدودی به تانک‌های مدرن‌تر پنزر ۳ و پنزر ۴ مجهز شد.

### شوروی

#### منطقه بالتیک
لشکر یکم زرهی با مجموع توان ۱۵۵ تانک به عنوان بخشی از سپاه ۴۱ موتوریزه از گروه زرهی ۴ از گروه ارتش شمال، با آغاز عملیات بارباروسا در روز ۲۲ ژوئن سال ۱۹۴۱، تهاجم خود را به منطقه بالتیک آغاز کرد. هدف اولیه نیروهای کیرشنر شهر پونیویتس بود که می‌بایست با گذر از رود یورا از طریق تسلط بر تاوراگه، اسکودویله و کِلمه حاصل می‌شد. بدین منظور نیروهای تهاجمی لشکر به دو گروه‌رزمی اصلی تقسیم گشت. یک گروه‌رزمی به فرماندهی سرهنگ فرانتس وستوفن به همراه بیشتر هنگ تقویت‌شده ۱ پیاده‌نظام و یک گروهان تانک و دیگری گروه‌رزمی سرتیپ والتر کروگر با بیشتر نیروهای هنگ ۱۱۳ پیاده‌نظام، هنگ ۱ زرهی و گردان توپخانه ایجاد شد. این دو گروه‌رزمی با آغاز تهاجم در ساعت ۳ صبح، با پشتیبانی توپخانه، پس از پاکسازی میدان‌های مین و رخنه در استحکامات دشمن، با موفقیت از مرز عبور کردند و آبادی‌های مرزی را تصرف نمودند. هر دو گروه‌رزمی با شکست مقاومت سرسختانه پیاده‌نظام دشمن تا ساعت ۵ صبح به رود یورا رسیدند. گروه‌رزمی وستوفن بس نبردی سنگین و پر خسارت، ساعت ۶:۱۰ بر پل جاده بر روی رود یورا در جنوب تاوراگه تسلط یافت. البته این پل پیش از این توسط مدافعان تخریب شده بود. نیروهای لشکر تا این زمان به شدت زیر گلوله‌باران توپخانه دشمن و مدتی بعد حملات هوایی آن قرار داشتند. نیروهای کیرشنر ساعت ۸:۱۵ صبح وارد تاوراگه شدند. با ورود این نیروها به شهر نبرد سنگین خانه‌به‌خانه درگرفت که آلمانی‌ها را مجبور ساخت برای درهم‌شکستن مقاومت دشمن متوسل به توپخانه سنگین شوند. در نهایت شهر تا ساعت ۱۶ از وجود عناصر دشمن کاملاً پاکسازی شد. بدین ترتیب گروه‌های رزمی لشکر یکم زرهی قادر به ادامه پیشروی به سمت باتاکیای و اسکودویله در طول بزرگراه شمال شرقی تاوراگه شدند. این نیروها تا پایان روز نخست در مجموع ۲۰ کیلومتر را از خط مرزی طی کردند. نیروهای کیرشنر تا عصر روز بعد به کمک قوای عملیات ویژه براندنبورگر یک پل پراهمیت ۲۷۵ متری راه‌آهن را در تیتوونای تصرف کردند. در این موقعیت، به دستور سپهبد گئورگ-هانس راینهارت، فرمانده سپاه ۴۱ موتوریزه، لشکر یکم زرهی با توقف پیشروی و چرخش به سمت شرق، به یاری لشکر ششم زرهی که در نبرد راسینیای زیر ضد حمله تانک‌های دشمن موضع دفاعی گرفته بود، شتافت. راه‌های شنی و خلنگ‌زارهای مسیر پیشروی لشکر یکم زرهی را کند کرده بود اما این لشکر پس از گذر از رود دوبیسا در لیدوونای و پیشروی در طول این رود، به حرکت خود به جانب شرق و جنوب پشت سر تانک‌های لشکر دوم تانک شوروی در راسینیای ادامه داد و ساعت ۸:۴۰ روز ۲۵ ژوئن با الحاق به نیروهای لشکر ششم زرهی در سوکاجیای، این لشکر را کاملاً به محاصره انداخت. در پایان نبرد بیش از ۲۰۰ تانک شوروی منهدم شد یا به غنیمت آلمانی‌ها درآمد.
در این هنگام هلموت اشمیت، صدراعظم آینده آلمان غربی، به عنوان یک ستوان در گردان ضدهوایی لشکر یکم زرهی خدمت می‌کرد.

#### روسیه
با پایان کار در راسینیای، لشکر یکم زرهی به همراه بخشی از تکاوران براندنبورگر، در ادامه پیشروی موفق شد بر یک گذرگاه بر روی رود دوینا در یکابپیلس مسلط شود. پس از یک توقف، این لشکر با پیشروی ۷۰ کیلومتری در روز ۲ ژوئیه خود را به فاصله ۵۰ کیلومتری اوستروف رساند و در روز ۴ ژوئیه این شهر را به همراه پل راه‌آهن آن به تصرف درآورد. در این موقعیت لشکر زیر ضد حملات نیروهای ارتش سرخ با حمایت هوایی نیروی هوایی شوروی، قرار گرفت. پس از دفع این ضد حملات، لشکر یکم زرهی در موازات لشکر ششم زرهی، شروع به حرکت سریع به جانب شمال در شرق دریاچه پیپوس کرد و پس از دستیابی به اوسمینو، در سابسک بر گذرگاهی بر رود لوگا تسلط یافت. این لشکر در این موقعیت با گرفتن حالت دفاعی زیر ضدحملات دشمن وادار به توقف گردید.

##### محاصره لنینگراد
پس از مدتی رزم دفاعی پرخسارت، بین روزهای ۹ تا ۱۶ ژوئیه لشکر یکم زرهی در کنار لشکر ششم زرهی، شروع به حملات خود برای گسترش گذرگاه رود لوگا در آماده‌سازی جهت آغاز تهاجم نهایی به سمت لنینگراد، کرد و توانست ولوسوفو را تصرف کند. با رسیدن به اراضی جنوبی شهر لنینگراد، با توجه به بارندگی فراوان که موجب وخیم‌تر شدن شرایط راه‌ها می‌شد و با مقاومت شدید نیروهای دشمن، پیشروی برای این لشکر بسیار سخت و کند صورت می‌گرفت. تحمل تلفات سنگین تا روز ۱۶ اوت تنها ۴۴ تانک برای لشکر باقی گذاشته بود. در نهایت پس از چند روز حرکت سانتی‌متری به طرف کراسنوگواردِیسک، لشکر یکم زرهی به همراه لشکر ششم زرهی، ۲۴ اوت پیش از رسیدن به این شهر متوقف شدند و برای دو هفته حالت دفاعی به خود گرفتند. روز ۶ سپتامبر فرمان تهاجم نهایی به لنینگراد صادر و لشکر یکم زرهی در قالب سپاه ۴۱ موتوریزه و دو سپاه دیگر، موظف به یورش به کراسنوگواردِیسک و قطع ارتباط ارتش هشتم شوروی با لنینگراد گشت. پس قطع آخرین مسیر زمینی با لنینگراد در ۸ سپتامبر، در حالیکه شرایط با افت شدید دمای هوا همراه شده بود، صبح روز ۹ سپتامبر، ارتشبد اریش هوپنر، فرمانده گروه زرهی ۴ دستور به تهاجم مستقیم به طرف لنینگراد داد. لشکر یکم زرهی به همراه لشکر سی و ششم پیاده‌نظام موتوریزه در پیشاپیش نیروها با گذر از کراسنوگواردِیسک خود را به دودرگوف در حومه لنینگراد رساند و آن را در ۱۱ سپتامبر به تصرف درآورد. این لشکر روز بعد در نزدیکی کراسنویه سلو وارد حلقه داخلی دفاعی لنینگراد شد. به فرمان ارتشبد هوپنر، ۱۳ سپتامبر لشکر یکم زرهی تا شهرک اوریتسک در جنوب غربی لنینگراد و در فاصله بسیار اندکی از مرکز شهر، پیش رفت. این لشکر با چرخش به جانب شرق، ۱۸ سپتامبر در کنار لشکر پلیس اس‌اس در جنوب لنینگراد، بر پوشکین سلطه یافت. در این موقعیت لشکر یکم زرهی با مرکز شهر لنینگراد تنها ۱۲ کیلومتر فاصله داشت. با ادامه یافتن درگیری‌های شدید، نهایتا لشکر یکم زرهی متوقف و خطوط مقدم در ۲۵ سپتامبر تثبیت شد.

##### نبرد مسکو
لشکر یکم زرهی در قالب سپاه ۴۱ موتوریزه، در جهت آماده‌سازی برای تهاجم به مسکو، اوایل ماه اکتبر به گروه زرهی ۳ به عنوان بخشی از ارتش نهم از گروه ارتش مرکز منتقل و در شمال غربی ویازما مستقر گردید. در این موقعیت راینهارت، فرمانده سابق سپاه ۴۱ موتوریزه به فرماندهی گروه زرهی ۳ منصوب شد و فریدریش کیرشنر، فرمانده سابق لشکر یکم زرهی در جایگاه فرماندهی سپاه ۴۱ موتوریزه قرار گرفت. لشکر یکم زرهی در ابتدا در کنار سایر یگان‌های سپاه ۴۱ موتوریزه در محاصره ویازما نقشی ایفا نکرد تا اینکه با دریافت فرمان یورش به جانب شمال شرقی حرکت خود را به سمت کالینین آغاز نمود. این لشکر تحت امر سرلشکر والتر کروگر به عنوان سرنیزه زهی سپاه خود، در روزهای آغازین حرکت به شکل متعددی مورد حملات هواگردهای دشمن قرار گرفت. درحالیکه تا ۴ اکتبر تنها ۴۰ تانک عملیاتی برای کروگر و نیروهایش باقی‌مانده بود، روز ۶ اکتبر نبرد بزرگی بین آن‌ها و لشکر صد و هفتم تفنگ‌دار موتوریزه شوروی به وقوع پیوست که لشکر آلمانی با تحمل خسارتی نامعلوم، در جریان آن ۶۰ تانک دشمن را از بین برد. در همین حال شرایط آب و هوایی وخامت وضعیت راه‌ها را شدت بخشیده و پیشروی را دشوارتر ساخت. روز ۱۲ اکتبر لشکر یکم زرهی بر استاریتسا در ۸۰ کیلومتری جنوب غربی کالینین سلطه یافت. با ادامه پیشروی نیروهای کروگر شب‌هنگام همان روز، در موردی عجیب و خارق‌العاده، برخی نیروهای شوروی در حال عقب‌نشینی آشفته، نیروهای آلمانی را با قوای خودی اشتباه گرفتند و بدون بروز درگیری برای مدتی با آن‌ها مخلوط شده و مقداری از مسیر را طی کردند. سرهنگ دوم والتر ونک، افسر عملیات‌های لشکر در این رابطه با شوخ‌طبعی به قرارگاه سپاه گزارش کرد: «یگان‌های روس، با وجود این که جزو جداول راهپیمایی ما نیستند، مداوما تلاش می‌کنند راه را با ما شریک شوند، به همین جهت تا حدودی مسئول تأخیر ما در پیشروی به سمت کالینین هستند. لطفاً چه توصیه‌ای برای عمل دارید؟» در پاسخ گفته شد: «طبق معمول، لشکر یکم زرهی در مسیر پیشروی دارای اولویت است. کنترل ترافیک را تقویت کنید!»
در حالیکه یخ‌بندان شبانه مشکلات جدیدی برای آلمانی‌ها ایجاد می‌کرد، لشکر یکم زرهی نهایتاً اوایل صبح روز ۱۳ اکتبر وارد کالینین شد. در همین زمان نبرد شدید خیابانی بین طرف درگرفت. با توجه به شرایط راه‌ها و محدود شدن حرکت به یک ستون، در این شرایط تنها طلایه‌داران لشکر یکم زرهی با دشمن درگیر شده و مابقی نیروهای لشکر در خطی به طول ۱۵۰ کیلومتر کشیده شده بودند. با بسیج غیرنظامیان و حتی زنان در مبارزه با مهاجمان آلمانی، این درگیری برای لشکر یکم زرهی به یک نبرد پر خسارت شهری بدل شد. فواصل طولانی، بدتر شدن شرایط جوی، سخت‌تر شدن تردد در راه‌ها و حملات هوایی دشمن رسیدن تدارکات و نیروی کمکی را نیز به تأخیر انداخت. به هر صورت لشکر یکم زرهی موفق شد پل‌های بزرگراه و راه‌آهن بر رود ولگا و یک پل دیگر بر روی رود تورتسا را در این موقعیت سالم تسخیر کند و شهر را تا پایان روز ۱۴ اکتبر به سلطه خود درآورد. با نزدیک شدن نیروهای شوروی از جانب شمالی به کالینین، با صرف نظر از شرایط حساس نبرد در این شهر، به فرمان ارتشبد راینهارت، کروگر ۱۶ اکتبر موظف شد بخشی از نیروهای خود را راهی تورژوک در شمال غربی کالینین کند. نیروهای جلودار پیش‌رونده به جانب تورژوک، روز بعد خود را به مدنویه در ۳۰ کیلومتری کالینین و نیمه راه مقصد رساندند و پس رود توِرتسا در آن را سالم تصرف کردند. پس از برخورد به مقاومت شدید دشمن، این نیروهای لشکر در اثر کمبود مهمات، دیگر قادر به تهاجم نبودند. در همین شرایط ضد حمله نیروهای شوروی با تسلط بر جاده پشت سر، ارتباط این نیروها با کالینین را قطع کرد. خبر هواگردهای شناسایی مبنی بر نزدیک شدن نیروهای قدرتمند و پرشماری از دشمن به تورژوک، بر وخامت اوضاع افزود و موجب لغو حرکت به سوی آن شد. نبردهای کالینین و مأموریت ملغی‌شده تورژوک، تنها در عرض ۵ روز باعث از دست رفتن چهل و پنج تانک لشکر یکم زرهی گردید و صرفاً سی و چهار تانک عملیاتی (۸ پنزر ۲، ۲۲ پنزر ۳ و ۴ پنزر ۴) برای آن باقی گذاشت. این میزان هنگام تلاش نیروها در جهت باز کردن راه برای بازگشت به کالینین در کرانه شمالی رود ولگا، تا ۲۱ اکتبر به ۲۴ تانک کاهش یافت که یک سوم از آن نیز در عرض دو روز از بین رفت. از روز نخست عملیات تا ۲۰ اکتبر، لشکر یکم زرهی مجموعاً ۲۶۵ تن از افسران و ۴۹۳۵ تن از سایر نیروهای خود را از دست داده بود که ۴۵ افسر و ۸۰۰ سرباز آن صرفاً مربوط به هفته آخر که در کالینین و اطراف آن سپری شده بود، می‌شد. در نهایت انتهای ماه اکتبر، کروگر وادار شد گزارش کند آسیب وارد آمده به لشکر او به اندازه‌ای شدید است که لازم است کاملاً مجددا سازماندهی شود و بدین منظور به پنج روز نیاز دارد.

##### عقب‌نشینی
لشکر یکم زرهی هنگام توقف تهاجم نیروهای آلمانی به مسکو در ۶ دسامبر در ۲۵ کیلومتری شمال این شهر قرار داشت. همین روز این لشکر موظف به عقب نشستن به کلین و باز نگاه داشتن راه عقب‌نشینی سایر نیروهای زرهی از طریق آن شد. برف فروان هرگونه تحرک را دچار اختلال کرده و بزرگ‌راهی که از کلین می‌گذشت تنها راه قابل تردد برای ستون‌های مکانیزه و موتوریزه بود. لشکر موفق شد پس از مبارزه با عناصر دشمن خود را به کلین برساند و این موضع مهم را در مقابل حملات مداوم ارتش سرخ تا تکمیل عبور سایر یگان‌های آلمانی از آن، حفظ نماید.

###### محاصره کلین
هنگامی که لشکر آماده عقب‌نشینی به طرف نکراسینو بود، خود را در محاصره کامل نیروهای قدرتمندی از دشمن یافت. لشکر یکم زرهی فرمان گرفت در صورت لزوم خودروهای خود را رها کند و حلقه محاصره را به سمت نکراسینو بشکند تا به سایر نیروهای آلمانی بپیوندد. چندین روز نبرد سنگین در این موقعیت لاشه تعداد پرشماری از خودروهای منهدم‌شده را در طول جاده عقب‌نشینی برجای گذاشته و تنها یک راه باریک بین آن‌ها باقی مانده بود. انجام عملیات شناسایی مشخص کرد ضعیف‌ترین مقاومت دشمن در جنوب شرقی کلین و احتمال موفقیت اقدام به خروج از محاصره در آن جهت بیشتر است. با این وجود شرایط جغرافیایی این مسیر به گونه‌ای بود که تمامی خودروها عملاً می‌بایست پشت سر گذاشته می‌شدند. تخلیه بین ۸۰۰ تا ۱۰۰۰ فرد مجروح در کلین بدون این خودروها ممکن نبود. با وجود از دست رفتن مقدار قابل توجهی از تجهیزات، نیروهای در محاصره همچنان میزان زیادی از خودروها در اختیار داشتند و نمی‌خواستند در صورت امکان آن‌ها را رها کنند.
در نهایت تصمیم بر این شد که جهت حفظ تحرک‌پذیری، با این حال که شمار بالایی از نیروهای دشمن در آن مستقر بودند، لشکر از طریق همان جاده نکراسینو اقدام به خروج از محاصره کند. مهم‌ترین عامل این تصمیم لزوم تخلیه تعداد زیادی از مجروحان به هر قیمت بود. پس از بررسی دقیق شرایط اطراف کلین طرحی بدین منظور ریخته شد. در قالب یک گروه‌رزمی تمامی تانک‌های در دسترس، یک گروهان پیاده‌نظام زرهی و یک گردان پیاده‌نظام می‌بایست حمله‌ای ایذایی به سمت شمال کلین صورت می‌دادند و سپس در جهت غرب به سمت گولیادی پیش می‌رفتند تا پس از رسیدن به آن با چرخش یکباره به سمت جنوب حمله‌ای به سمت جاده اصلی ترتیب دهند. توپخانه اطراف ایستگاه راه‌آهن کلین باقی می‌ماند. اقدام اصلی برای خروج از محاصره هنگام واکنش دشمن به تهدید اطراف گولیادی و آغاز انتقال نیرو از جاده اصلی به آن سمت، صورت می‌گرفت. تمامی ادوات توپخانه و ضدهوایی لشکر می‌بایست در ابتدا از حمله ایذایی پشتیبانی می‌کردند. خود نیروهایی که حمله ایذایی را انجام می‌دادند نیز از ایذایی بودن آن مطلع نشده بودند چرا که تصور می‌شد اگر از آن آگاه شوند با همان حمیت نخواهد جنگید. جزئیات کامل طرح و اسم رمز تغییر اهداف تنها با فرمانده توپخانه در میان گذاشته شده بود.
با آغاز عملیات فریب دشمن با موفقیت کامل حاصل گشت و نیروی به‌خوبی سازمان‌یافته گروه‌رزمی دشمن را در گولیادی غافلگیر نمود. ارتش سرخ در مواجهه با تانک‌های لشکر یکم زرهی بلافاصله نیروهای ذخیره خود را برای مقابله با حمله ایذایی که تصور می‌شد اقدام اصلی برای خروج از محاصره است، به‌کار گرفت. گروه‌رزمی گولیادی را تصرف و رو به جنوب جنوب کرد. همان‌طور که پیش‌بینی می‌شد دشمن شروع به خروج از نواحی اطراف جاده اصلی و حرکت به سمت شمال در طول خط آهن نمود تا با به محاصره نیفتد. همین زمان ظهر همان روز تلاش اصلی برای خروج از محاصره در طول جاده نکراسینو آغاز شد. با دریافت علامت از پیش تعیین‌شده، توپخانه و ضدهوایی‌ها هدف آتش خود را تغییر دادند. تنها یک گردان توپخانه همچنان اهداف قبلی را زیر آتش نگاه داشت تا نیروهای ایذایی بتوانند گولیادی عقب‌نشینی نمایند. گردان پیاده‌نظام زرهی لشکر نخستین شکاف را در خط نیروهای غافلگیر شده دشمن ایجاد کرد. مابقی پیاده‌نظام و نیروهای موتورسوار عرض شکاف را افزایش دادند. بخشی از تانک‌ها از حمله ایذایی خود را به کلین رسانده و در دو طرف جاده به کار گرفته شدند. تحت حفاظت نیروهای زرهی، مجروحان با کامیون و سورتمه به همراه نفربرهای زرهی از شهر خارج گشتند. در جانب شرقی شهر مهندسان جلوی دشمن را گرفته بودند تا تخلیه انجام بگیرد. با وجود تعداد زیاد خودروها و لزوم جابه‌جایی تدریجی توپخانه که این بار توسط تانک‌ها و خودروهای زرهی در شمال و جنوب جاده پوشش داده می‌شدند، تمامی نیروهای لشکر از طریق جاده نکراسینو از محاصره خارج و به یگان‌های دیگر آلمانی ملحق گشتند.
به‌کارگیری مناسب عناصر رزمی و حفظ شدید کنترل ترافیک موجب موفقیت این عملیات شد. لشکر یکم زرهی خود را تا حدود زیادی دست نخورده به همراه تقریباً تمامی مجروحان و تجهیزات از محاصره کلین بیرون کشید.

##### ادامه عقب‌نشینی
تا روز ۱۸ فوریه سال ۱۹۴۲ تنها ۱۸ تانک عملیاتی برای هنگ ۱ زرهی لشکر باقی مانده بود. از بیشتر نیروهای این هنگ جهت ایجاد دو گروهان اسکی استفاده شدند. لشکر یکم زرهی در منطقه محدب رژف به نبرد و به نجات ارتش نهم که تقریباً به محاصره افتاده بود، کمک رساند.

#### ادامه عملیات (۱۹۴۲ تا ۱۹۴۵)
لشکر یکم زرهی اوایل ماه ژوئیه سال ۱۹۴۲ در همراهی لشکر دوم زرهی با محاصره و انهدام نیروهای دشمن در نزدیکی پوشکری، قریب به ۲۲۰ تانک، ۶۰۰ توپ و ۱۳۰۰ ضدهوایی آن‌ها را نابود کرد. در عملیاتی دو روزه در ماه اوت لشکر ۶۵ تانک سنگین کی‌وی-۱ و کی‌وی-۲ شوروی را منهدم و رخنه آن را ناکام گذاشت. لشکر یکم زرهی که به شدت آسیب دیده بود، ماه ژانویه سال ۱۹۴۳ از خط مقدم عقب کشیده شد تا بازسازی شود. ابتدا به آمین در فرانسه گسیل گشت و سپس تابستان را در یونان گذراند. در این موقعیت توان لشکر مجدداً تکمیل گردید. تا فصل پاییز این لشکر یک کردان کامل از تانک‌های تیگر ۱ و ۱۰۰ تانک پنتر در اختیار داشت. هنگامی که ایتالیا در ماه سپتامبر به متفقین پیوست، لشکر یکم زرهی در مقابل مقاومت ضعیف، نقش به‌سزایی در خلع سلاح ارتش یازدهم این کشور ایفا نمود.
ماه اکتبر سال ۱۹۴۳ به جبهه شرقی بازگشت و در قسمت جنوبی آن در نبرد برآمدگی کی‌یف و ضد حمله ورماخت در ماه‌های نوامبر و دسامبر حضور یافت. لشکر یکم زرهی نقش سرنیزه زرهی اقدام برای نجات سپاه‌های ۱۱ و ۴۲ از محاصره کورسون–چرکاسی در ماه فوریه سال ۱۹۴۴ را بر عهده داشت. این لشکر نتوانست کاملاً در حلقه محاصره نفوذ کند اما قادر به نجات نیمی از نیروهای آلمانی درون محاصره شد. درگیری‌های دو ماه آینده تلفات سنگینی به لشکر وارد نمود به وجهی که روز ۱۴ مارس سال ۱۹۴۴ از توان رسمی هنگ پانتسرگرندیر آن تنها ۲۵ درصد و برای هنگ ۱ زرهی آن کمتر از ۶۰ تانک عملیاتی باقی مانده بود. با این وجود، لشکر همچنان در خط مقدم حضور و مابقی سال ۱۹۴۴ را در نبردهای خم رود دنیپر، شمال اوکراین و شرق لهستان مشارکت داشت. لشکر یکم زرهی با عقب‌نشینی به پشت رود ویستولا، به مجارستان منتقل گشت و در نبرد دبرستن ضد حمله‌ای علیه دشمن صورت داد. بیشتر نیروهای لشکر ماه دسامبر سال ۱۹۴۴ در سکش‌فهروار در مجارستان به محاصره دشمن افتاده و منهدم شدند. با وجود این خسارت، لشکر یکم زرهی تا پایان جنگ در قسمت جنوبی جبهه شرقی به مبارزه ادامه داد. این لشکر با رها ساختن خود از ارتش سرخ، روز ۸ مه سال ۱۹۴۵ در ماوئرکیرشن تسلیم نیروهای آمریکایی شد. بیشتر سربازان لشکر تا پایان ماه ژوئیه از اسارت آزاد گردیدند.

## فرماندهان
- ماکسیمیلیان فن وایخس
- رودولف اشمیت
- فریدریش کیرشنر
- والتر کروگر
- ریشارد کول
- ورنر مارکس
- ابرهارد تونرت

## ساختار
هنگام تشکیل:
- ستاد لشکر (وایمار)
- تیپ ۱ زرهی:
  - هنگ ۱ زرهی (ارفورت)
  - هنگ ۲ زرهی (آیزناخ)
- تیپ ۱ پیاده‌نظام:
  - هنگ ۱ پیاده‌نظام (وایمار)
  - هنگ ۲ پیاده‌نظام (لانگنزالتسا)
- هنگ ۷۳ توپخانه موتوریزه (وایمار)
- یگان ۴ شناسایی موتوریزه (زندرسهاوزن)
- یگان ۳۷ اطلاعات (وایمار)
- گروهان ۳۷ مهندسی (ویتنبرگ)[۲۴]

۱ سپتامبر ۱۹۳۹:
- تیپ ۱ زرهی:
  - هنگ ۱ زرهی:
    - گردان ۱ زرهی
    - گردان ۲ زرهی

  - هنگ ۲ زرهی:
    - گردان ۱ زرهی
    - گردان ۲ زرهی
- تیپ ۱ پیاده‌نظام موتوریزه:
  - هنگ ۱ پیاده‌نظام:
    - گردان ۱ پیاده‌نظام موتوریزه
    - گردان ۲ پیاده‌نظام موتوریزه
    - گردان ۱ موتورسوار

  - هنگ ۲ پیاده‌نظام
- هنگ ۷۳ توپخانه موتوریزه:
  - گردان ۱ توپخانه
  - گردان ۲ توپخانه
- گردان ۴ شناسایی موتوریزه
- گردان ۳۷ ضد تانک موتوریزه
- گردان ۳۷ مخابرات موتوریزه
- گردان ۳۷ مهندسی موتوریزه
- یگان ۸۱ تدارکات موتوریزه[۲]

سال ۱۹۴۳:
- هنگ ۱ زرهی
- هنگ ۱ پانتسرگرندیر
- هنگ ۱۱۳ پانتسرگرندیر
- هنگ ۷۳ توپخانه زرهی
- گردان ۱ موتورسوار
- گردان ۴ شناسایی زرهی
- گردان ۳۷ ضد تانک
- گردان ۳۷ مهندسی زرهی
- گردان ۳۷ مخابرات زرهی
- گردان ۲۹۹ ضدهوایی نیروی زمینی
- یگان ۸۱ تدارکات لشکر[۱]